# セコーカス・ジャンクション駅
セコーカス・ジャンクション駅（Secaucus Junction）、あるいはセコーカス・トランスファー（Secaucus Transfer）は、ニュージャージー州ハドソン郡セカーカスにあるニュージャージー・トランジットのハブ駅。
長い間、問題となっていたニュージャージー・トランジットの運行システムを改善するため、2003年12月15日オープンした。この駅の登場により、ホーボーケン駅からパストレインに乗り換えマンハッタンにアクセスしなければならなかった乗客は、以前よりはるかに簡単にマンハッタンに行けるようになった。

## 接続
- バーゲン・カウンティ線 Bergen County Line
- グラッドストーン線 Gladstone Branch
- メイン・ライン Main Line (NJ Transit)
- モントクレアー・ブーントン線 Montclair-Boonton Line
- モリスタウン線 Morristown Line
- 北東回廊線 Northeast Corridor Line
- ノース・ジャージー 沿岸線 North Jersey Coast Line
- パスカック・バレー線 Pascack Valley Line
- ポート・ジャービス線 Port Jervis Line

- ニュージャージー・トランジット・バス 2,129,772